# Elsa Brändström
Elsa Brändström (San Pietroburgo, 26 marzo 1888 – Cambridge, 4 marzo 1948) è stata un'infermiera svedese, figlia del Generale Edvard Brändström, ambasciatore svedese presso lo Zar Nicola II di Russia durante la prima guerra mondiale.

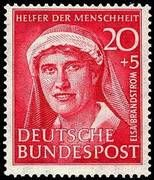
Elsa Brändström

La Brandstrom è nota come l'Angelo della Siberia per la sua assistenza ai prigionieri di guerra tedeschi durante quel conflitto.
Guardando dalla finestra dell'ambasciata di San Pietroburgo, giù verso i prigionieri di guerra tedeschi sulla strada per la tundra ghiacciata della Siberia, la Brändström fu spinta a lasciare il lusso della vita diplomatica e divenne un'infermiera. Ella soccorse i prigionieri di guerra in Siberia, in parte privatamente, e in parte come delegata della Croce Rossa Svedese e con la protezione delle autorità diplomatiche di Svezia e Danimarca. I prigionieri di guerra beneficiarono enormemente della sua opera e la chiamarono L'angelo della Siberia.
Dopo la guerra, si prese cura degli orfani dei soldati tedeschi che erano rimasti uccisi e dei prigionieri di guerra russi. Sposò Robert Uhlig, e si trasferì in Germania dove prestò servizio tra i non abbienti. Quando Hitler salì al potere, Elsa e suo marito furono costretti a lasciare la Germania e a rifugiarsi negli Stati Uniti dove offrirono soccorso ai rifugiati europei.
Il maritò insegnò all'Università Harvard. Elsa morì a Cambridge (Massachusetts).